# Nanda Ghungti
Nanda Ghungti eller Nanda Ghunti är ett berg i Indien. Det ligger i distriktet Chamoli och delstaten Uttarakhand, i den norra delen av landet. Toppen på Nanda Ghungti är 6 305 meter över havet, eller 1 211 meter över den omgivande terrängen.
Den högsta punkten i närheten är Trisūl, 7 120 meter över havet, 6,9 km sydost om Nanda Ghungti. Trakten runt Nanda Ghungti består i huvudsak av kala bergstoppar och isformationer.